# Impatiens rectirostrata
Impatiens rectirostrata är en balsaminväxtart som beskrevs av Yi Ling Chen och Y.Q. Lu. Impatiens rectirostrata ingår i släktet balsaminer, och familjen balsaminväxter. Inga underarter finns listade i Catalogue of Life.